# Amphipyra cuprior
Amphipyra cuprior är en fjärilsart som beskrevs av Fletcher 1968. Amphipyra cuprior ingår i släktet Amphipyra och familjen nattflyn. Inga underarter finns listade i Catalogue of Life.